# Geraldino
Geraldino, właśc. Geraldo Antônio Martins (ur. 11 stycznia 1940 w Raposos, zm. 30 marca 2018 w Santos) – piłkarz brazylijski, występujący na pozycji środkowego obrońcy.

## Kariera klubowa
Karierę piłkarską Geraldino rozpoczął w Villa Nova AC w 1957 roku. W latach 1960–1963 występował w Cruzeiro EC. Z Cruzeiro dwukrotnie zdobył mistrzostwo stanu Minas Gerais – Campeonato Mineiro w 1960 i 1961. W latach 1963–1968 występował w Santosie FC. Z Santosem czterokrotnie zdobył mistrzostwo São Paulo – Campeonato Paulista w 1964, 1965, 1967, 1968, trzykrotnie Taça Brasil w 1963, 1964, 1965, Torneio Rio – São Paulo w 1963 i 1964 oraz Copa Libertadores 1963 oraz Puchar Interkontynentalny 1963. Ostatnim klubem w karierze Cláudio Danniego była Portuguesa São Paulo, w którym zakończył karierę w 1971 roku.

## Kariera reprezentacyjna
W reprezentacji Brazylii Geraldino zadebiutował 3 marca 1963 w zremisowanym 2-2 towarzyskim meczu z reprezentacją Paragwaju. W tym samym miesiącu wystąpił w Copa América 1963, na której Brazylia zajęła czwarte miejsce. Geraldino na turnieju wystąpił w pięciu meczach z Peru, Kolumbią, Paragwajem, Argentyną i Boliwią. Ostatni raz w reprezentacji Geraldino wystąpił 22 listopada 1965 w wygranym 5-3 towarzyskim meczu z reprezentacją Węgier. Ogółem w reprezentacji wystąpił 7 razy.